# Prisión de Abashiri
La Prisión de Abashiri (網走刑務所 Abashiri Keimusho?) es una prisión en Abashiri, prefectura de Hokkaido, que abrió en 1890. Es la prisión más al norte de Japón, está ubicada cerca del río Abashiri y al este del Monte Tento. Mantiene a los reclusos con penas inferiores a diez años. Las partes más antiguas de la prisión se trasladaron a la base del Monte Tento en 1983, donde funcionan como el único museo penitenciario del país.

## Historia
En abril de 1890, el gobierno Meiji envió a más de 1.000 prisioneros políticos a la aislada aldea de Abashiri y los obligó a construir carreteras que la conectaran con el sur más poblado. La prisión de Abashiri más tarde se hizo conocida por ser una prisión agrícola autosuficiente, y fue citada como un modelo para otros en todo Japón.
La mayor parte de la prisión se quemó en 1909, pero fue reconstruida en 1912. Tomó su nombre actual en 1922. En 1984, la prisión se trasladó a un moderno complejo de hormigón armado.

Debido a la película Abashiri Prison de 1965 y sus secuelas, la prisión se convirtió en una popular atracción turística. La prisión también es conocida por sus nipopo (ニポポ?) de madera tallados por sus reclusos.

## Museo

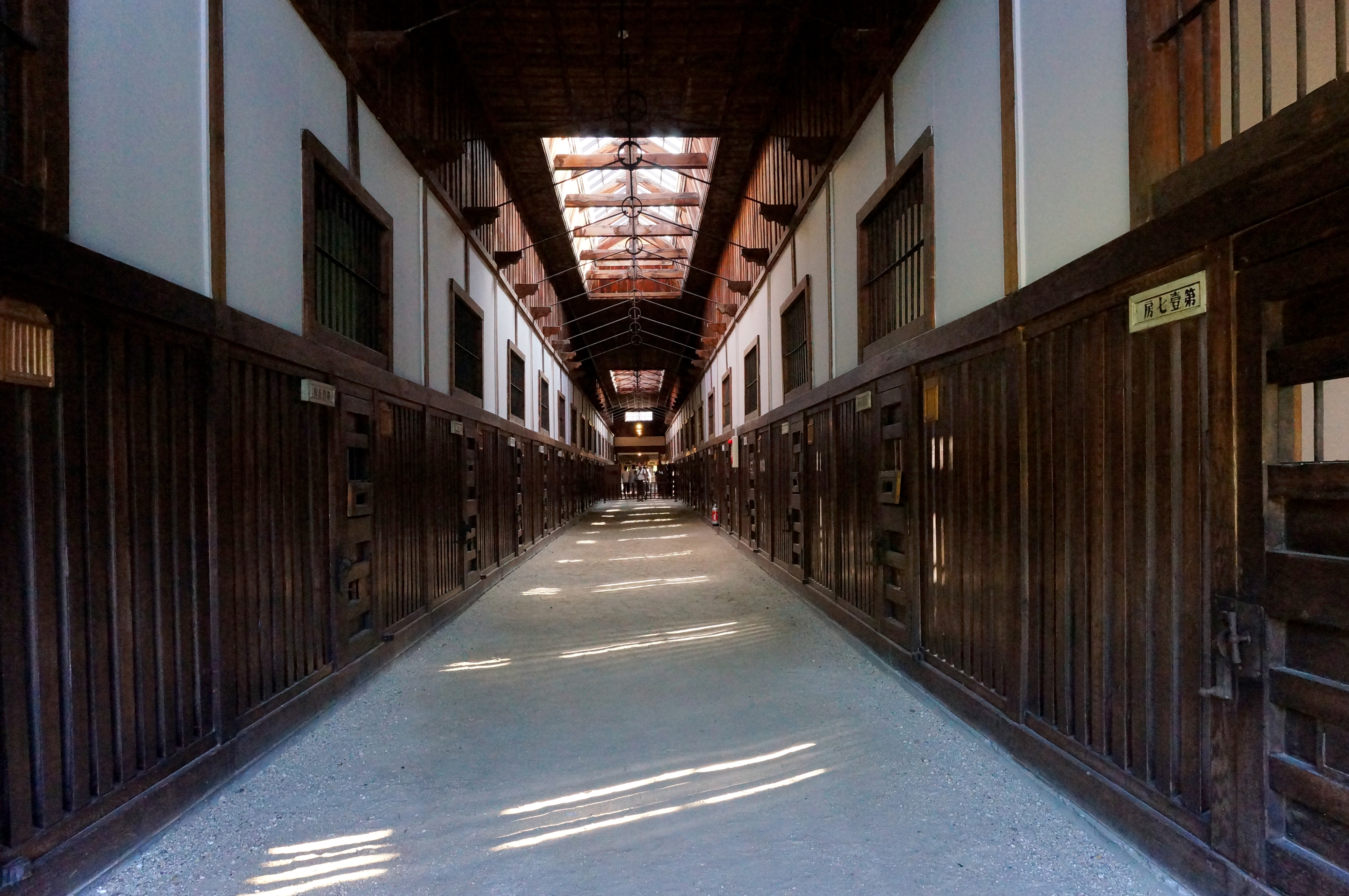
El interior de la prisión original, uno de los Bienes Culturales Importantes del Museo de la Prisión de Abashiri.

En 1983, las partes más antiguas de la prisión se trasladaron a la base del monte Tento y funcionan como un museo llamado Museo de la Prisión de Abashiri (博物館網走監獄?). Es el único museo carcelario del país. A partir de 2016, ocho de los edificios conservados en el museo están designados como Bien Cultural Importante por la Agencia de Asuntos Culturales, mientras que tres están registrados como Bien Cultural Tangible.

## Presos notables
- Yoshie Shiratori, la única persona que ha logrado escapar de la prisión de Abashiri.[9]
- Kyuichi Tokuda, político encarcelado en Abashiri entre 1934 y 1940.[10][11]
- Kenji Miyamoto, político.
- Branko Vukelić, espía yugoslavo.[12]
- George Abe, autor y ex yakuza.
- Kōzō Minō, ex yakuza cuyas memorias se convirtieron en la serie de películas Batallas sin honor y la humanidad.
- Hajime Itō, autor de la novela Abashiri Bangaichi, que fue adaptada en dos películas, la segunda de las cuales generó la serie de películas Prisión de Abashiri.

## En la ficción
La película de 1965 Abashiri Prison generó una popular serie de películas de yakuza que presentaban la prisión.
En el videojuego de 2012 Yakuza 5, uno de los protagonistas, Taiga Saejima, escapa de la prisión de Abashiri.
En Mako Tanida, un episodio de 2014 de la serie de televisión The Blacklist, el jefe yakuza titular del episodio escapa de la prisión de Abashiri.
La serie de manga de 2014 Golden Kamuy presenta a la prisión de Abashiri como uno de sus principales puntos de la trama.